# Rue Navier (Reims)
Pour les articles homonymes, voir Rue Navier (homonymie).
La rue Navier est une rue de la commune de Reims, dans le département de la Marne, en région Grand Est. Elle débute à la fin de la  Rue Gambetta, côté Basilique Saint-Remi. Elle est en impasse.

## Origine du nom
Elle honore la mémoire du médecin Jean-Claude Navier (1750-1828) qui fut le premier directeur de l’École de médecine, qu’il créa à Reims en 1809 et dirigea pendant vingt ans. Il contribua par ses analyses chimiques et ses écrits au développement du commerce des vins de Champagne. Il a également découvert l'éther nitreux.

## Historique

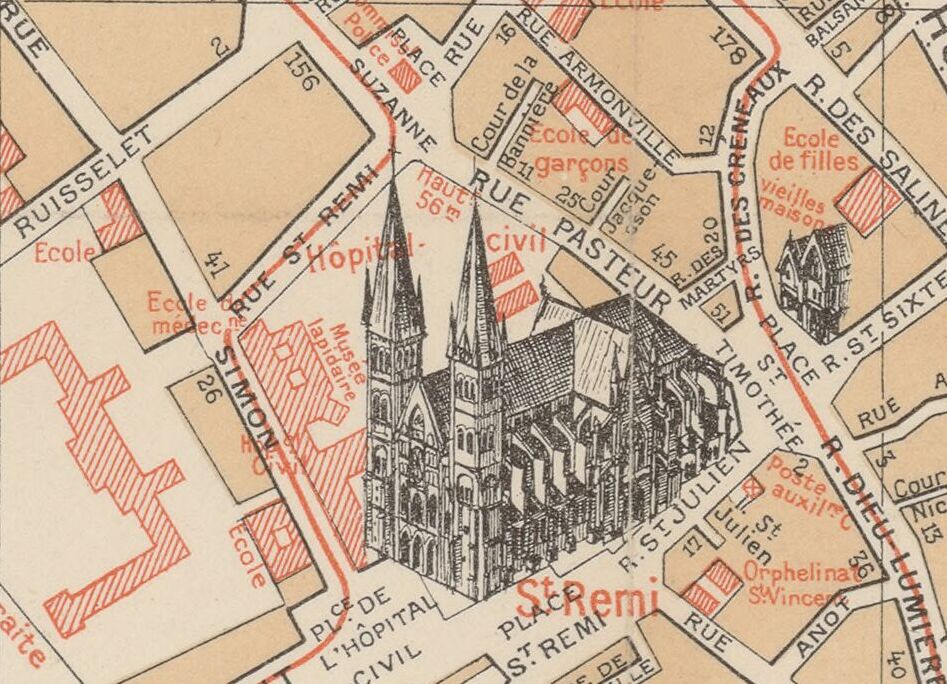
Alors rue st-Remi début XXe siècle.

Ancienne rue Saint-Remi, puis ancienne rue Bara, elle a pris son nom actuel en 1924. Avant la construction du nouveau quartier Saint-Remi, la rue Navier était continue jusqu’à la rue Simon. Elle longeait pour partie, avant sa démolition, l’École de médecine qui faisant angle rue Navier et rue Simon.

## Bâtiments remarquables et lieux de mémoire
Le quartier Saint-Rémi a été créé avec pour objectif d’être un pôle administratif important et d'importance régionale. La rue Navier donne accès au Rectorat de l’académie de Reims et au Centre des finances publiques. Les deux bâtiments relèvent d’une architecture classique des années 60.
Alors que l'académie de Reims a été créé officiellement au 01 janvier 1962, le bâtiment du rectorat n'a été livré qu'en 1966. Les bâtiments du nouveau rectorat ont été inaugurés le 12 janvier 1967 par Georges Pompidou, alors Premier ministre. Le rectorat comporte un jardin à la française et deux œuvres d’art :
- "Le Livre" d’André Michel créé en 1980 dans le cadre du 1%. Cette œuvre représente un livre ouvert fait de pages en métal, peintes en gris, sur un socle en béton. Elle ne comporte pas de signalétique.
- La statue de Jean-Baptiste Colbert de Jacques-Edme Dumont (1761-1844) créée en 1808. Cette statue faisait partie du groupe de statues des quatre ministres veillant sur le Palais Bourbon et incarnant les vertus du service public. Elle comporte une plaque indiquant : "Jean Baptiste Colbert 1619-1683". Les trois autres statues sont, L’Hospital le conciliateur, Sully le réformateur et d’Aguesseau le juriste. En 1988, lors de la restauration du Palais-Bourbon, il fut décidé de restituer les statues originales à leurs villes de naissance. Au Palais-Bourbon, celle de Colbert a été remplacée par un moulage. Colbert a été ministre de Louis XIV et favorisa l’industrie et le commerce, réorganisa les finances, la justice et la marine royale.
- Le jardin à la française a été ajouté postérieurement à la construction du bâtiment du rectorat et décidé par le recteur Christian Labrousse.

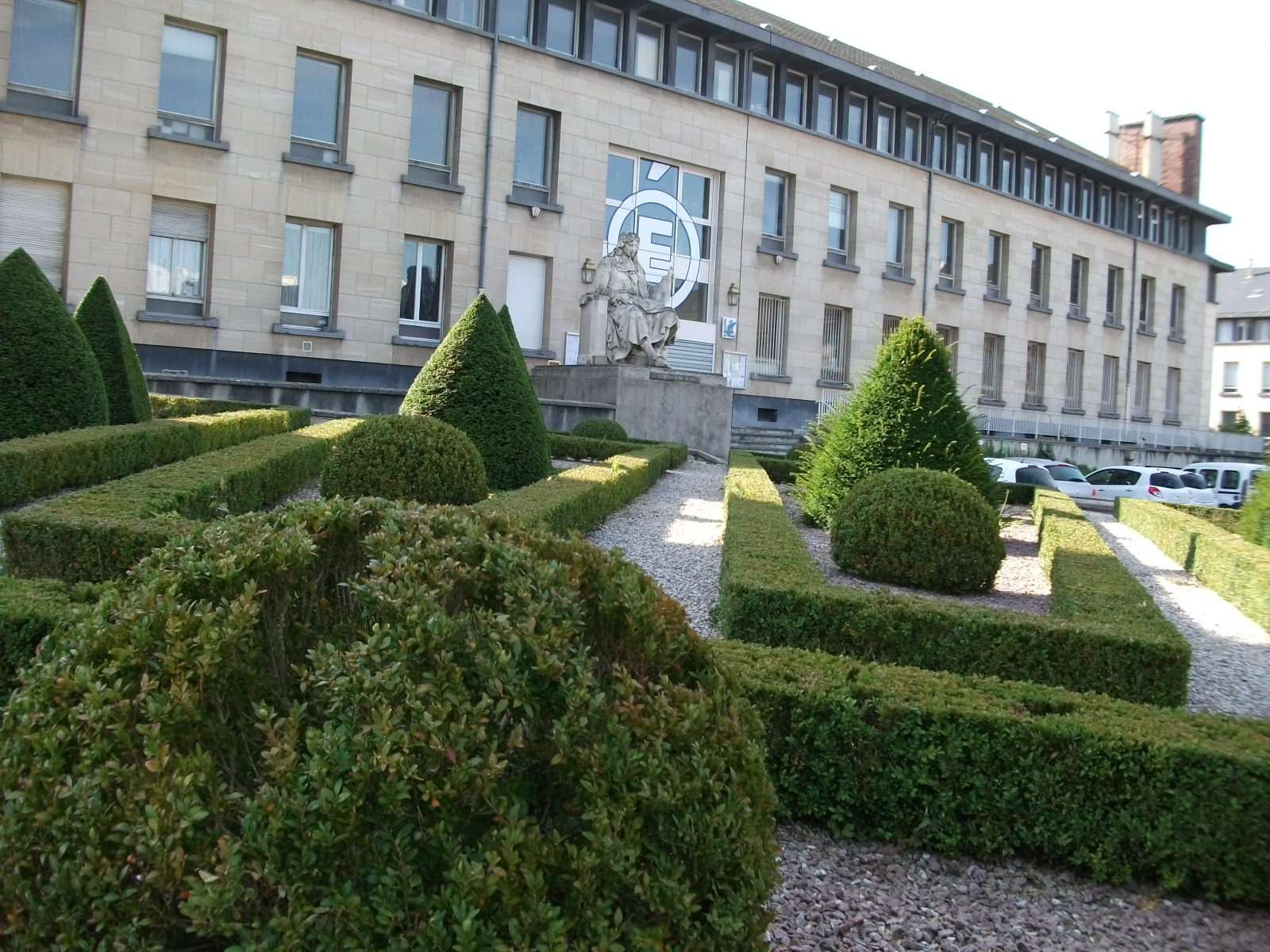
Jardin de l’Académie de Reims